# Autostrada A73 (Holandia)
Autostrada A73 (nl. Rijksweg 73) – Holenderska autostrada przebiegająca na osi północ-południe. Zaczyna się na węźle Ewijk autostrada A50. Kończy się na węźle Het Vonderen autostrada A2.

## Trasy europejskie
Autostrada A73 stanowi fragment trasy europejskiej E31 na odcinku od węzła Ejwijk (A50) do węzła Rijkevoort (A77).

## Plany
Planowane jest przedłużenie na północ do autostrady A15.